# Jan-Jaap Natte
Jan-Jaap Natte (* 29. Mai 1979 in Rotterdam) ist ein ehemaliger niederländischer Eishockeyspieler, der einen Großteil seiner Karriere beim HYS The Hague in der niederländischen Ehrendivision unter Vertrag stand.

## Karriere

### Clubs
Jan-Jaap Natte begann seine Karriere als Eishockeyspieler bei den Utrecht Rheem Racers, für die er bereits als 17-Jähriger in der Ehrendivision debütierte. Von 1997 bis 1999 spielte er für die Dordrecht Lions in der zweitklassigen Ersten Division. Anschließend kehrte er in die Ehrendivision zurück und stand bei den Boretti Tigers Amsterdam auf dem Eis, mit denen er 2002 und 2003 niederländischer Landesmeister wurde und 2003 auch den Pokalwettbewerb gewinnen konnte. Nach Stationen bei den Tilburg Trappers und HYS The Hague kehrte er 2005 nach Amsterdam zurück und spielte eine weitere Saison für den Klub, der sich inzwischen Amsterdam Bulldogs nannte. Mit den Bulldoggen gewann er die letzte Austragung des Coupe der Lage Landen, eines belgisch-niederländischen Wettbewerbs. Anschließend wechselte er erneut nach Den Haag, wo er mit Ausnahme der Spielzeit 2010/11, als er in Dortmund und Frankfurt Auslandserfahrung sammelte, bis zu seinem vorübergehenden Karriereende 2014 spielte. 2021/22 spielte er für die zweite Mannschaft des Klubs in der zweitklassigen niederländischen Eerste divisie. Mit HYS The Hague gewann er 2009 die niederländische Meisterschaft und 2012 den Pokalwettbewerb. Außerdem gewann er mit der Mannschaft 2012 den belgisch-niederländischen North Sea Cup. Mit den Frankfurter Löwen gewann er 2011 die Regionalliga West und stieg in die Oberliga West auf.

### International
Natte nahm mit der niederländischen Mannschaft an der U18-D-Europameisterschaft 1996 und der U18-C-Europameisterschaft 1997 teil.
Mit der Herren-Nationalmannschaft seines Landes nahm er an den Weltmeisterschaften der Division I in den Jahren 2003, 2004, 2010, 2012 und 2013 teil. 

## Erfolge und Auszeichnungen
- 1996 Aufstieg in die C-Gruppe bei der U18-D-Europameisterschaft
- 2002 Niederländischer Meister mit den Boretti Tigers Amsterdam
- 2003 Niederländischer Meister und Pokalsieger mit den Boretti Tigers Amsterdam
- 2006 Gewinn des Coupe der Lage Landen mit den Amsterdam Bulldogs
- 2009 Niederländischer Meister mit HYS The Hague
- 2011 Meister der Regionalliga West und Aufstieg in die Oberliga West mit den Löwen Frankfurt
- 2012 Niederländischer Pokalsieger mit HYS The Hague
- 2012 Gewinn des North Sea Cups mit HYS The Hague

## Ehrendivisions-Statistik
(Stand: Ende der Spielzeit 2013/14)